# José María Velasco Ibarra
José María Velasco Ibarra (Quito, 19 marzo 1893 – Quito, 30 marzo 1979) è stato un politico ecuadoriano.

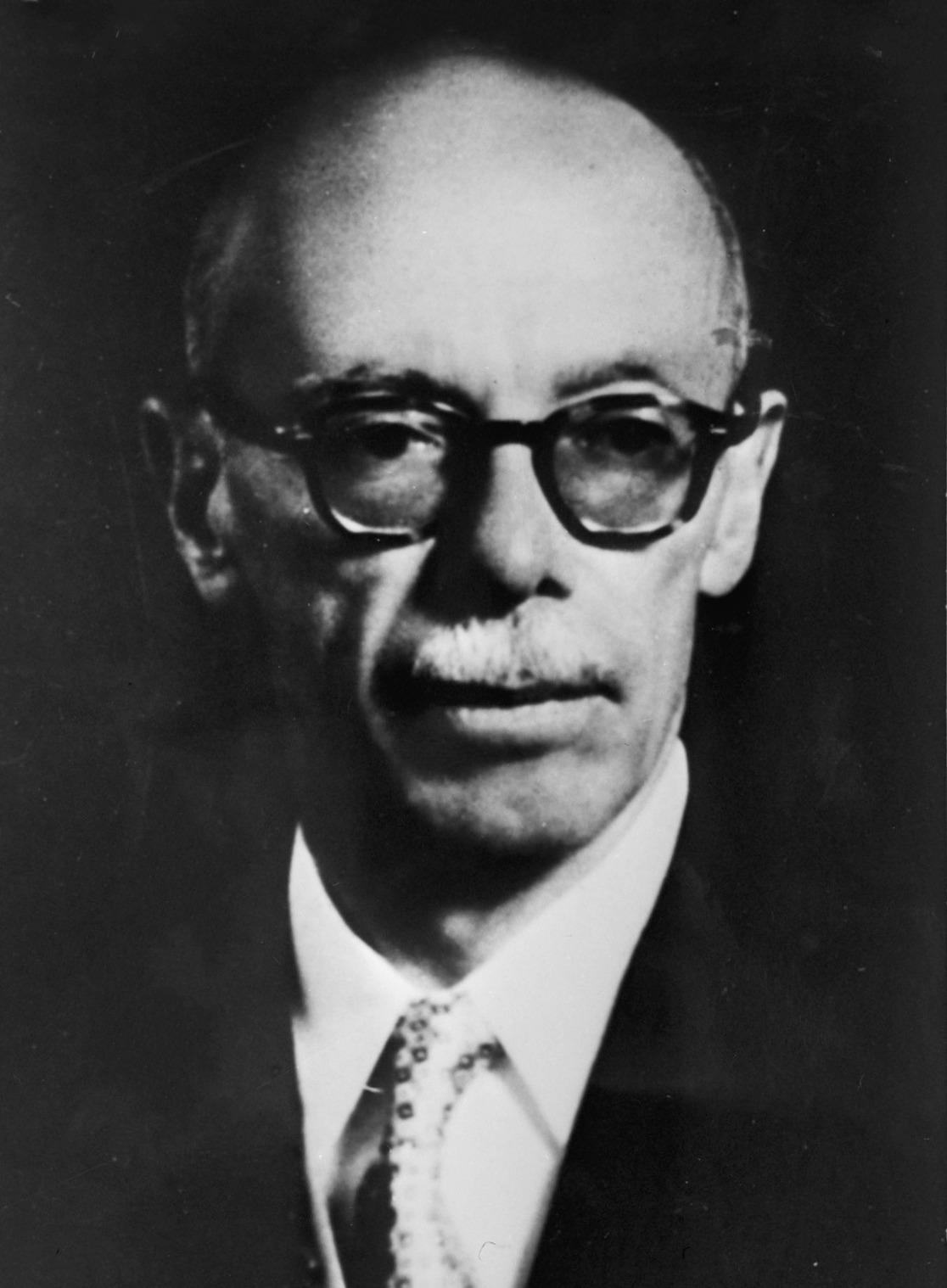
José María Velasco Ibarra.

È stato Presidente dell'Ecuador per quattro mandati.
È stato Presidente dal 31 maggio 1944 al 23 agosto 1947, dal 1º settembre 1952 al 1º settembre 1956, dal 1º settembre 1960 al 7 novembre 1961 e dal 1º settembre 1968 al 15 febbraio 1972.